# 446957 Priellekornelia
446957 Priellekornelia este o planetă minoră (asteroid) din centura de asteroizi. A fost descoperită pe 19 septembrie 2003 la Piszkéstetői Obszervatórium⁠(d) de  și a fost numită după Kornélia Prielle⁠(d). 
Obiectul prezintă o orbită caracterizată de o semiaxă mare de 2,537388729353 UAi, o excentricitate de 0,19876616635277, o înclinație de 8,3366754828601 ° în raport cu ecliptica.